# Double Dragon V: The Shadow Falls
Double Dragon V: The Shadow Falls — выпущенное в 1994 году продолжение серии игр Double Dragon. Игра основана на мультипликационном сериале «Двойной Дракон».
В отличие от предыдущих игр серии, компания Technos практически не участвовала в разработке данной игры, ограничившись лицензированием названия компании Tradewest. Игра была разработана Leland Interactive Media, дочерней компанией Tradewest.

## Игровой процесс
Игра представляет собой обычный файтинг с использованием джойстика с 8 направлениями и 6 кнопками. Версия для Genesis поддерживает как стандартный трёхкнопочный геймпад, так и выпущенный позже 6-кнопочный.
У персонажей присутствуют спецудары, а также добивания, которые в игре называются «Overkill».
В игре есть четыре режима: турнир, битва против, квест и сражение. В режиме «квест» игрок сражается в серии сюжетных битв.

## Персонажи
В игре присутствует 12 персонажей, из которых 10 сразу доступны игроку.

## Восприятие
Версии для Genesis и SNES получили высокие оценки от обозревателей GamePro и Video Games & Computer Entertainment, несмотря на отсутствие радикальных улучшений по сравнению с другими играми того же жанра. Относительно версии для Jaguar обозреватель Video Games & Computer Entertainment отметил, что единственное, что спасает игру от полного провала — ещё более низкое качество прямого конкурента — Kasumi Ninja. Обозреватели The Atari Times и Digital Press назвали эту версию игры одним из худших файтингов в истории.